# Isa Soares
Maria Isabel Soares Sousa, conhecida como Isa Soares (Maragogipe, 4 de maio de 1953) é uma dançarina e ativista argentina, nascida no Brasil, ligada à criação de uma consciência das tradições africanas da Argentina, e ao combate ao racismo contra os povos afro-argentinos. Foi uma das pioneiras no desenvolvimento interpretação da dança africana, e da sua instrução na Argentina.

## Início de vida
Maria Isabel Soares de Sousa nasceu em 1953, em Maragogipe, do estado brasileiro da Bahia, filha de pais afro-brasileiros, Iraildes de Sousa Gomes e Fernando Bispo Soares. Seu pai era licenciado em Bioquímica e Música, e sua mãe era modista e tabaqueira. Após completar a educação primária e secundária, Isa frequentou o Instituto Federal da Bahia, em Salvador, habilitando-se para ensinar em 1972. Mudou-se para São Paulo e teve um filho, enquanto continuava sua educação na Universidade de São Paulo. Os seus estudos se focaram no contexto sócio-cultural e histórico do desenvolvimento da dança, e no impacto do comércio de escravos sobre práticas culturais.

## Carreira
Enquanto continuava seus estudos, Isa trabalhou como professora de escola primária. Teve aulas de dança com Wilson Silva, que lhe ensinou as técnicas básicas da dança africana, e como estas se espalharam para as Américas por meio do candombe no Uruguai, do samba no Brasil, e do sapateado nos Estados Unidos. Isa casou-se em 1982, e como era esperado das mulheres da sua geração, seguiu seu marido para a Argentina, desistindo da sua carreira em 1983. O casal estabeleceu-se em Bahía Blanca, e Isa voltou aos seus estudos aos seus estudos por intermédio do Consejo Nacional de Educación Técnica, conseguindo a sua certificação como técnica de instrução. Sendo poucas as perspectivas de uma artista negra ganhar a vida em Bahía Blanca, mudou-se em 1985 para Buenos Aires. Entre 1985 e 1987, Isa estudou e trabalhou como professora de dança com uma bolsa de estudos na escola de dança de Aida Prestifilippo, primeira bailarina do Teatro Colón. Além de providenciar a bolsa, Prestifilippo ajudou a introduzir Isa no circuito de dança de Buenos Aires, permitindo-lhe dançar em vários estabelecimentos locais.
A Argentina vivia então uma era de expansão cultural, após a supressão da expressão individual durante todo o período do Processo de Reorganização Nacional entre 1973 e 1983. Após o fim da ditadura, Isa deu aulas de dança africana em um pequeno salão na Rua Corrientes, em Buenos Aires, organizando também performances e eventos com a finalidade de ampliar o conhecimento sobre a cultura negra na Argentina. A partir de 1987 trabalhou como professora de dança de um curso deDança de Orixás para o Centro Cultural Rector Ricardo Rojas, organização afiliada com a Universidade de Buenos Aires. Entre 1990 e 2006 Isa foi a coordenadora de dança africana no Centro, começando a viajar para lugares como Rosário, na província de Santa Fé para ensinar, e retornando ao Brasil para treinar estudantes na Bahia. Isa também organizou anualmente cursos de verão de danças de raiz africana através do Instituto Municipal de Educação para a Arte, no município de Avellaneda. Formando uma associação com ativistas, artistas e intelectuais, Isa trabalhou ativamente para combater a discriminação racial e trazer de volta a consciência das raízes da cultura negra na Argentina.
No final de 2006 Isa deixou o Centro, apesar de continuar dando aulas privadas de dança, dando um seminário que consolidava os estilos de dança afro-brasileiro e afro-cubano. Em 2007 começou a ministrar cursos no Instituto Universitario Nacional del Arte, assim como a dirigirum projeto independente, conhecido como Projeto Alábase, com foco no estudo e no desempenho da metodologia da dança iorubá baseada na tradição do xiré. É considerada uma das dançarinas pioneiras que trouxeram a expressão cultural africana de volta à Argentina após o fim da ditadura.